# Adâncata (Suceava)
Adâncata é uma comuna romena localizada no distrito de Suceava, na região de Moldávia. A comuna possui uma área de 77.06 km² e sua população era de 4204 habitantes segundo o censo de 2007.